# Persone di nome Gene
| Questa pagina contiene informazioni ricavate automaticamente dalle voci biografiche con l'ausilio del template Bio e di un bot. L'aggiornamento è periodico e automatico e ricostruisce completamente la pagina. Se manca una persona in questa lista, sei pregato di non aggiungerla, ma accertati piuttosto che la sua voce biografica contenga il template Bio e che i dati anagrafici siano correttamente compilati. Se il template Bio manca, inseriscilo tu stesso o, in alternativa, metti l'avviso {{tmp\|Bio}} che ne segnala la mancanza. Se i dati riportati sono sbagliati, correggi direttamente la voce biografica; le modifiche saranno visibili in questa lista entro pochi giorni. Per chiarimenti vedi il progetto antroponimi. La lista contiene solo le 58 persone che sono citate nell'enciclopedia e per le quali è stato implementato correttamente il template Bio. Pagina aggiornata al 6 giu 2025. |

Questa è una lista di persone presenti nell'enciclopedia che hanno il nome Gene, suddivise per attività principale.

## Allenatori di calcio(1)
- Gene Geimer, allenatore di calcio e ex calciatore statunitense (Saint Louis, n. 1949)

## Allenatori di pallacanestro(2)
- Gene Bess, allenatore di pallacanestro statunitense (Oak Ridge, n. 1935)
- Gene Cross, allenatore di pallacanestro statunitense (Chicago, n. 1971)

## Attori(10)
- Gene Autry, attore e cantante statunitense (Tioga, n. 1907 - Los Angeles, † 1998)
- Gene Barry, attore statunitense (New York, n. 1919 - Los Angeles, † 2009)
- Gene Canfield, attore statunitense
- Gene Evans, attore statunitense (Holbrook, n. 1922 - Jackson, † 1998)
- Gene Jones, attore statunitense
- Gene Pyrz, attore canadese (n. 1956 - Winnipeg, † 2014)
- Gene Quintano, attore, produttore cinematografico e sceneggiatore statunitense (New York, n. 1946)
- Gene Anthony Ray, attore e ballerino statunitense (New York, n. 1962 - New York, † 2003)
- Gene Roth, attore statunitense (Redfield, n. 1903 - Los Angeles, † 1976)
- Gene Sheldon, attore statunitense (Columbus, n. 1908 - Tarzana, † 1982)

## Attrici(2)
- Gene Gauntier, attrice cinematografica e sceneggiatrice statunitense (Kansas City, n. 1885 - Cuernavaca, † 1966)
- Gene Tierney, attrice statunitense (Brooklyn, n. 1920 - Houston, † 1991)

## Bassisti(2)
- Gene Perla, bassista e produttore discografico statunitense (Woodcliff Lake, n. 1940)
- Gene Simmons, bassista, cantante e produttore discografico israeliano (Haifa, n. 1949)

## Batteristi(1)
- Gene Krupa, batterista statunitense (Chicago, n. 1909 - Yonkers, † 1973)

## Calciatori(1)
- Gene DuChateau, ex calciatore statunitense (Ridgewood, n. 1954)

## Cantanti(3)
- Gene Colonnello, cantante e compositore italiano (Milano, n. 1935 - Stradella, † 2011)
- Gene Pitney, cantante, compositore e musicista statunitense (Hartford, n. 1940 - Cardiff, † 2006)
- Gene Vincent, cantante e musicista statunitense (Norfolk, n. 1935 - Los Angeles, † 1971)

## Cantautori(2)
- Gene Clark, cantautore statunitense (Tipton, n. 1944 - Los Angeles, † 1991)
- Gene Scheer, cantautore, librettista e paroliere statunitense (New York, n. 1958)

## Cestisti(1)
- Gene Englund, cestista, allenatore di pallacanestro e arbitro di pallacanestro statunitense (Kenosha, n. 1917 - Oshkosh, † 1995)

## Comici(1)
- Gene Gnocchi, comico, cabarettista e conduttore televisivo italiano (Fidenza, n. 1955)

## Critici cinematografici(1)
- Gene Youngblood, critico cinematografico, saggista e politologo statunitense (Little Rock, n. 1942 - Santa Fe, † 2021)

## Danzatori(1)
- Gene Kelly, ballerino, attore e cantante statunitense (Pittsburgh, n. 1912 - Beverly Hills, † 1996)

## Dirigenti sportivi(1)
- Gene Bates, dirigente sportivo e ex ciclista su strada australiano (Stirling, n. 1981)

## Economisti(1)
- Gene Callahan, economista statunitense

## Filosofi(1)
- Gene Sharp, filosofo, politologo e saggista statunitense (North Baltimore, n. 1928 - Boston, † 2018)

## Fumettisti(1)
- Gene Colan, fumettista statunitense (The Bronx, n. 1926 - The Bronx, † 2011)

## Giocatori di football americano(3)
- Geno Atkins, ex giocatore di football americano statunitense (Ft. Lauderdale, n. 1988)
- Gene Atkins, giocatore di football americano statunitense (Tallahassee, n. 1964)
- Gene Hickerson, giocatore di football americano statunitense (Trenton, n. 1935 - Cleveland, † 2008)

## Giocatori di poker(1)
- Gene Fisher, giocatore di poker statunitense

## Giornalisti(2)
- Gene Lees, giornalista, scrittore e critico musicale canadese (Hamilton, n. 1928 - Ojai, † 2010)
- Gene Wojciechowski, giornalista statunitense (Salina)

## Golfisti(1)
- Gene Sarazen, golfista statunitense (Harrison, n. 1902 - Naples, † 1999)

## Hockeisti su ghiaccio(1)
- Gene Miller, ex hockeista su ghiaccio canadese (Elmira, n. 1931)

## Imprenditori(1)
- Gene Haas, imprenditore statunitense (Youngstown, n. 1952)

## Informatici(1)
- Gene Kan, programmatore britannico (n. 1976 - † 2002)

## Ingegneri(1)
- Gene Amdahl, ingegnere e informatico statunitense (Flandreau, n. 1922 - Palo Alto, † 2015)

## Matematici(1)
- Gene H. Golub, matematico e informatico statunitense (Chicago, n. 1932 - Stanford, † 2007)

## Montatori(1)
- Gene Milford, montatore statunitense (Lamar, n. 1902 - Santa Monica, † 1991)

## Musicisti(2)
- Joe Byrd, musicista statunitense (Chuckatuck, n. 1933 - Annapolis, † 2012)
- Gene Parsons, musicista statunitense (Morongo Valley, n. 1944)

## Pianisti(1)
- Gene Harris, pianista statunitense (Benton Harbor, n. 1933 - Boise, † 2000)

## Pittori(1)
- Gene Davis, pittore statunitense (Washington, n. 1920 - Washington, † 1985)

## Pugili(2)
- Gene Fullmer, pugile statunitense (West Jordan, n. 1931 - Taylorsville, † 2015)
- Gene Tunney, pugile statunitense (New York City, n. 1897 - Greenwich, † 1978)

## Registi(2)
- Curtis Harrington, regista statunitense (Los Angeles, n. 1926 - Hollywood Hills, † 2007)
- Gene Saks, regista e attore statunitense (Manhattan, n. 1921 - East Hampton, † 2015)

## Sceneggiatori(1)
- Gene L. Coon, sceneggiatore e produttore televisivo statunitense (Beatrice, n. 1924 - Los Angeles, † 1973)

## Scrittori(2)
- Gene Wentz, scrittore e militare statunitense (Texas, n. 1950)
- Gene Wolfe, scrittore statunitense (New York, n. 1931 - Peoria, † 2019)

## Storici delle religioni(1)
- Gene Reeves, storico delle religioni statunitense (New Hampshire, n. 1933 - Chicago, † 2019)

## Tennisti(1)
- Gene Mayer, ex tennista statunitense (Flushing, n. 1956)